# Kedia
Kedia è un villaggio del Botswana situato nel distretto Centrale, sottodistretto di Boteti. Il villaggio, secondo il censimento del 2011, conta 1.237 abitanti.

## Località
Nel territorio del villaggio sono presenti le seguenti 4 località:
- Kaungabe,
- Kedia Gate,
- Kepeng,
- Mmoro